# Horyniec-Zdrój (plaats)
Horyniec-Zdrój is een dorp in de Poolse woiwodschap Subkarpaten. De plaats maakt deel uit van de gemeente Horyniec-Zdrój en telt 2700 inwoners.